# Ernst Halberstadt
Ernst Gustav Wolfgang Halberstadt (* 4. Juni 1829 in Leipzig; † 26. Oktober 1895 ebenda) war Tuchfabrikant und Mitglied des Deutschen Reichstags.

## Leben
Halberstadt besuchte Handers Institut in Leipzig und das Institut des Pastors Zehme in Städteln sowie die Handelsschule in Leipzig. er unternahm umfangreiche Reisen. Ab 1849 war er in Görlitz Kaufmann und Fabrikbesitzer unter der Firma Ernst Halberstadt sen. Ab Ende der 1850er Jahre war er Stadt-Verordneter, Stadtrat und zeitweise Stadt-Verordneten-Vorsteher. Von 1866 bis 1889 war er Mitglied des Provinzial-Landtages und des Kommunal-Landtages von Schlesien. Zwischen 1877 und 1879 sowie von 1884 bis 1893 war er Mitglied des Preußischen Abgeordnetenhauses.
Von 1884 bis 1887 saß er als Mitglied der Deutschen Fortschrittspartei im Deutschen Reichstag für den Wahlkreis Regierungsbezirk Liegnitz 5 Löwenberg.